# Wi-Fi
Wi-Fi — технология беспроводной локальной сети с устройствами на основе стандартов IEEE 802.11. Логотип Wi-Fi является торговой маркой Wi-Fi Alliance. Термин Wi-Fi считается сокращением слов Wireless Fidelity, что дословно можно перевести как «беспроводная правильность» или «беспроводная точность». Но чаще термин никак не расшифровывается. При этом один из основателей «Wi-Fi Alliance» заявил, что буквосочетание Wi-Fi было придумано как маркетинговое название новой технологии, оно изначально не было аббревиатурой и ничего не означало.
В настоящее время обозначение «Wi-Fi» объединяет целое семейство стандартов передачи цифровых потоков данных по радиоканалам. Основными диапазонами Wi-Fi считаются 2,4 ГГц (2412—2472 МГц), 5 ГГц (5160-5825 МГц), 6 ГГц (5955-7115 МГц). Сигнал Wi-Fi может передаваться на километры даже при низкой мощности передачи, но для приёма Wi-Fi-сигнала с обычного Wi-Fi-маршрутизатора на большом расстоянии нужна антенна с высоким коэффициентом усиления (например, параболическая антенна или WiFi-пушка).

## История
Принцип радиосвязи, лежащий в основе Wi-Fi, был разработан группой учёных под руководством Джона О’Салливана в лаборатории радиоастрономии австралийского Государственного объединения научных и прикладных исследований (CSIRO, Канберра). Изобретение было запатентовано в США в 1996 году.
Стандарт IEEE 802.11n был утверждён 11 сентября 2009 года. Его применение позволило повысить скорость передачи данных практически вчетверо по сравнению с устройствами стандартов 802.11g (максимальная скорость которых равна 54 Мбит/с) при условии использования в режиме 802.11n с другими устройствами 802.11n; теоретически 802.11n способен обеспечить скорость передачи данных до 600 Мбит/с.
С 2011 по 2013 разрабатывался стандарт IEEE 802.11ac, стандарт принят в январе 2014 года, скорость передачи данных при использовании 802.11ac может достигать нескольких Гбит/с. Большинство ведущих производителей оборудования уже анонсировало устройства, поддерживающие данный стандарт.
27 июля 2011 года Институт инженеров электротехники и электроники (IEEE) выпустил официальную версию стандарта IEEE 802.22. Системы и устройства, поддерживающие этот стандарт, позволяют принимать данные на скорости до 22 Мбит/с в радиусе 100 км от ближайшего передатчика.
В октябре 2018 года «Wi-Fi Alliance» представил новые названия и значки для Wi-Fi: 802.11n — «Wi-Fi 4», 802.11ac — «Wi-Fi 5», 802.11ax — «Wi-Fi 6».
3 января 2020 года представлено обозначение для устройств, способных работать на частоте 6 ГГц — «Wi-Fi 6E».
| Имя         | Год создания | Макс. скорость передачи                | Средн. скорость передачи  | Поколение |
| ----------- | ------------ | -------------------------------------- | ------------------------- | --------- |
| 802.11      | 1997         | 1 и 2 Мбит/с                           |                           | Wi-Fi 1   |
| 802.11b     | 1999         | до 11 Мбит/с                           |                           | Wi-Fi 2   |
| 802.11a     | 2001         | до 54 Мбит/с                           | около 20 Мбит/с           | Wi-Fi 3   |
| 802.11g     | 2003         | до 54 Мбит/с                           |                           | Wi-Fi 3E  |
| 802.11h     | 2003         |                                        |                           |           |
| 802.11i     | 2004         |                                        |                           |           |
| 802.11-2007 | 2007         |                                        |                           |           |
| 802.11n     | 2009         | до 600 Мбит/с (4 антенны)              | до 150 Мбит/с (1 антенна) | Wi-Fi 4   |
| 802.11-2012 | 2012         |                                        |                           |           |
| 802.11ad    | 2012         |                                        |                           |           |
| 802.11ac    | 2013         | до 6,77 Гбит/с при 8x MU-MIMO-антеннах |                           | Wi-Fi 5   |
| 802.11af    | 2014         |                                        |                           |           |
| 802.11-2016 | 2016         |                                        |                           |           |
| 802.11ah    | 2016         |                                        |                           |           |
| 802.11ai    | 2016         |                                        |                           |           |
| 802.11aj    | 2018         |                                        |                           |           |
| 802.11aq    | 2018         |                                        |                           |           |
| 802.11ay    | 2018         |                                        |                           |           |
| 802.11ax    | 2019         | до 11 Гбит/с                           |                           | Wi-Fi 6   |
| 802.11ax    | 2020         | до 11 Гбит/с                           |                           | Wi-Fi 6E  |
| 802.11be    | 2023         | до 30 Гбит/с                           |                           | Wi-Fi 7   |

### Происхождение названия
Термин «Wi-Fi» изначально был придуман как игра слов для привлечения внимания потребителя «намёком» на Hi-Fi (англ. High Fidelity — высокая верность). Несмотря на то, что поначалу в некоторых пресс-релизах WECA фигурировало словосочетание «Wireless Fidelity» («беспроводная верность»), на данный момент от такой формулировки отказались, и термин «Wi-Fi» никак не расшифровывается.

## Принцип работы
Обычно схема сети Wi-Fi содержит не менее одной точки доступа и не менее одного клиента. Также возможно подключение двух клиентов в режиме точка-точка (Ad-hoc), когда точка доступа не используется, а клиенты соединяются посредством сетевых адаптеров «напрямую». Точка доступа передаёт свой идентификатор сети (SSID) с помощью специальных сигнальных пакетов на скорости 0,1 Мбит/с каждые 100 мс. Поэтому 0,1 Мбит/с — наименьшая скорость передачи данных для Wi-Fi. Зная SSID сети, клиент может выяснить, возможно ли подключение к данной точке доступа. При попадании в зону действия двух точек доступа с идентичными SSID приёмник может выбирать между ними на основании данных об уровне сигнала. Стандарт Wi-Fi даёт клиенту полную свободу при выборе критериев для соединения.
Более подробно принцип работы описан в официальном тексте стандарта.
Однако стандарт не описывает всех аспектов построения беспроводных локальных сетей Wi-Fi. Поэтому каждый производитель оборудования решает эту задачу по-своему, применяя те подходы, которые он считает наилучшими с той или иной точки зрения.
Поэтому возникает необходимость классификации способов построения беспроводных локальных сетей.
По способу объединения точек доступа в единую систему можно выделить:
- Автономные точки доступа (называются также самостоятельные, децентрализованные, умные)
- Точки доступа, работающие под управлением контроллера (называются также «легковесные», централизованные)
- Бесконтроллерные, но не автономные (управляемые без контроллера)

По способу организации и управления радиоканалами можно выделить беспроводные локальные сети:
- Со статическими настройками радиоканалов
- С динамическими (адаптивными) настройками радиоканалов
- Со «слоистой» или многослойной структурой радиоканалов

## Характеристики и скорость

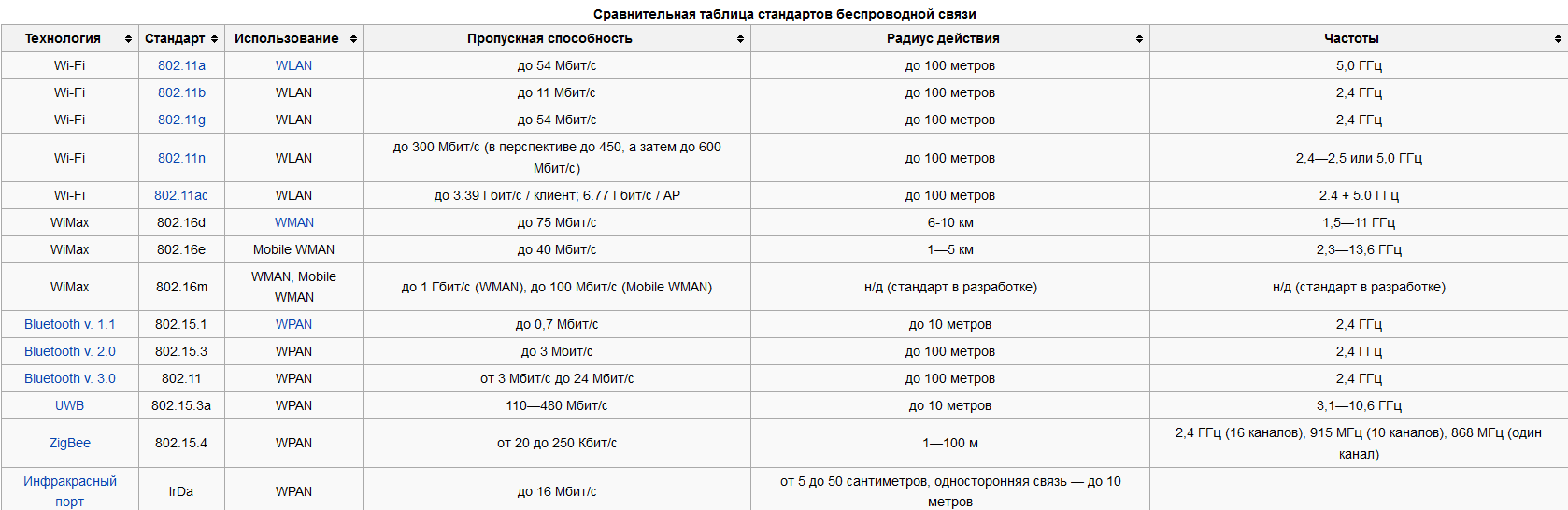

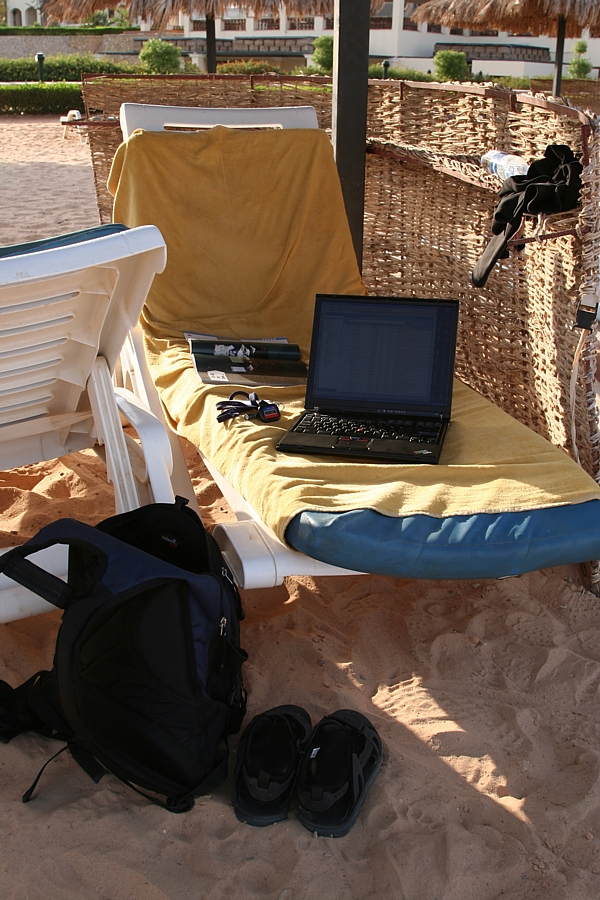
Беспроводной интернет на пляже

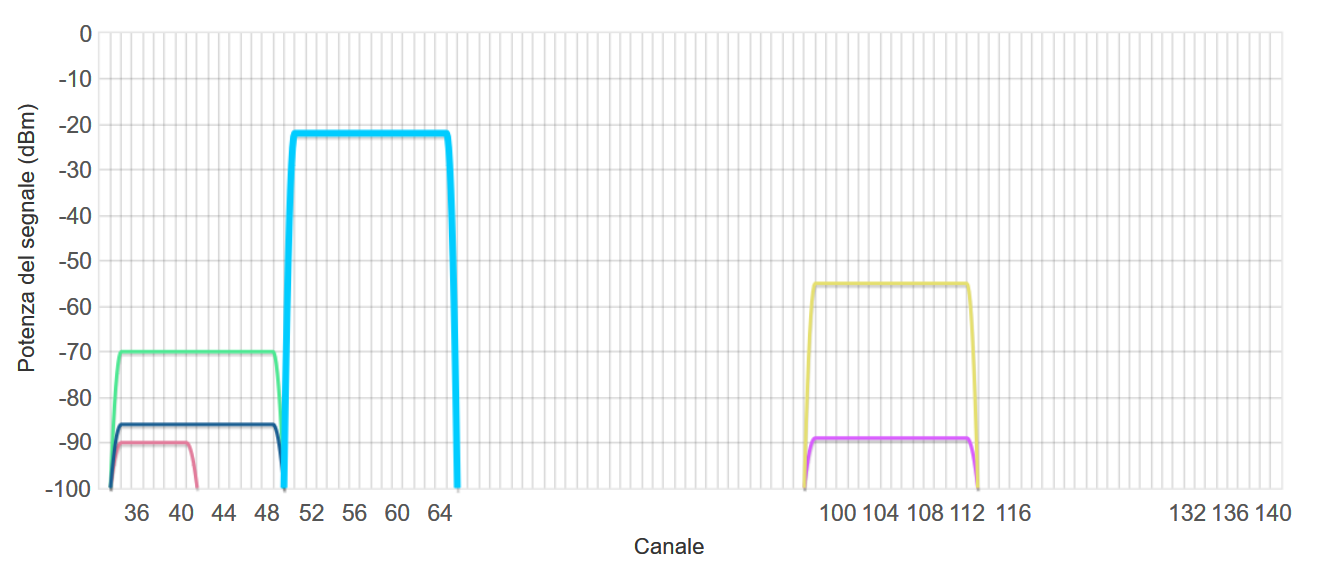
Схема скорости Wi-Fi

### Преимущества Wi-Fi
- Позволяет развернуть сеть без прокладки кабеля, что может уменьшить стоимость развёртывания и/или расширения сети. Места, где нельзя проложить кабель, например, вне помещений и в зданиях, имеющих историческую ценность, могут обслуживаться беспроводными сетями.
- Позволяет иметь доступ к сети мобильным устройствам.
- Устройства Wi-Fi широко распространены на рынке. Гарантируется совместимость оборудования благодаря обязательной сертификации оборудования с логотипом Wi-Fi.
- Мобильность. Вы больше не привязаны к одному месту и можете пользоваться интернетом в комфортной для вас обстановке.
- В пределах зоны Wi-Fi в интернет могут выходить несколько пользователей с разных устройств.
- Излучение от устройств Wi-Fi в момент передачи данных на порядок (в 10 раз) меньше, чем у сотового телефона[18].

### Недостатки Wi-Fi
- В диапазоне 2,4 ГГц работает множество устройств, таких как устройства, поддерживающие Bluetooth, и др., и даже микроволновые печи, что ухудшает электромагнитную совместимость.
- Производителями оборудования указывается скорость на L1 (на физическом уровне OSI), в результате чего создаётся иллюзия, что производитель оборудования завышает скорость, но на самом деле в Wi-Fi весьма высоки служебные «накладные расходы». Получается, что скорость передачи данных на L2 (на канальном уровне OSI) в сети Wi-Fi всегда ниже заявленной скорости на L1 (OSI). Реальная скорость зависит от доли служебного трафика, которая зависит уже от наличия между устройствами физических преград (мебель, стены), наличия помех от других беспроводных устройств или электронной аппаратуры, расположения устройств относительно друг друга и т. п.[19]
- Частотный диапазон и эксплуатационные ограничения в различных странах не одинаковы. Во многих европейских странах разрешены два дополнительных канала, которые запрещены в США; В Японии есть ещё один канал в верхней части диапазона, а другие страны, например Испания, запрещают использование низкочастотных каналов. Более того, некоторые страны, например Россия, Белоруссия и Италия, требуют регистрации всех сетей Wi-Fi, работающих вне помещений, или требуют регистрации Wi-Fi-оператора[20].
- Как было упомянуто выше — в России точки беспроводного доступа, а также адаптеры Wi-Fi с ЭИИМ, превышающей 100 мВт (20 дБм), подлежат обязательной регистрации[21].
- Старый стандарт шифрования WEP может быть относительно легко взломан даже при правильной конфигурации (из-за слабой стойкости алгоритма). Современные устройства поддерживают более стойкие протоколы шифрования данных WPA и WPA2. Принятие стандарта IEEE 802.11i (WPA2) в июне 2004 года сделало возможным применение более безопасной схемы связи. Обе схемы требуют более стойкого пароля, чем те, которые обычно назначаются пользователями. Многие организации используют дополнительное шифрование (например, VPN) для защиты своих сетей от вторжения. На данный момент основным методом взлома WPA2 является подбор пароля и активные атаки KRACK, поэтому рекомендуется использовать сложные цифро-буквенные пароли для того, чтобы максимально усложнить задачу подбора пароля.
- В режиме точка-точка (Ad-hoc) стандарт предписывает лишь реализовать скорость 11 Мбит/сек (802.11b)[22]. Шифрование WPA(2) недоступно, только устаревший WEP.

### Беспроводные технологии в промышленности
Wi-Fi применяется для создания беспроводных сетей для промышленного использования (IWLAN), например для управления движущимися объектами, в складской логистике, а также на удалённых или опасных производственных объектах, где нахождение оперативного персонала связано с повышенной опасностью или вовсе затруднительно — а также в тех случаях, когда по какой-либо причине невозможно прокладывать проводные сети Ethernet.
Использование устройств Wi-Fi на предприятиях обусловлено высокой помехоустойчивостью, что обуславливает их применение на предприятиях с множеством металлических конструкций. В свою очередь Wi-Fi-приборы не создают существенных помех для узкополосных радиосигналов.
Устройства Wi-Fi предлагаются пока[когда?] ограниченным числом поставщиков. Так Siemens Automation & Drives предлагает Wi-Fi-решения для своих контроллеров SIMATIC в соответствии со стандартом IEEE 802.11g в свободном ISM-диапазоне 2,4 ГГц, с максимальной скорость передачи 54 Мбит/с.
Альтернативой Wi-Fi являются технологии межмашинного взаимодействия (Machine-to-Machine), использующие общедоступные сети GSM, приватные сети LTE и распределённые сети DECT ULE. Стандарт IMT-2020 рекомендует использовать для межмашинного взаимодействия микросотовые сети стандарта 5G NR и распределённые сети стандарта DECT 5G.

### Wi-Fi и телефоны сотовой связи
Некоторые считают, что Wi-Fi и подобные ему технологии со временем могут заменить сотовые сети, такие как GSM. Препятствиями для такого развития событий в ближайшем будущем являются отсутствие глобального роуминга, ограниченность частотного диапазона и сильно ограниченный радиус действия Wi-Fi. Более правильным выглядит сравнение сотовых сетей с другими стандартами беспроводных сетей, такими как UMTS, CDMA или WiMAX.
Тем не менее, Wi-Fi пригоден для использования VoIP в корпоративных сетях или в среде SOHO. Первые образцы оборудования появились уже в начале 2000-х, однако на рынок они вышли только в 2005 году. Тогда такие компании, как Zyxel, UT Starcomm, Samsung Hitachi и многие другие представили на рынок VoIP Wi-Fi-телефоны по «разумным» ценам. В 2005 году ADSL ISP провайдеры начали предоставлять услуги VoIP своим клиентам (например нидерландский ISP XS4All). Когда звонки с помощью VoIP стали очень дешёвыми, а зачастую вообще бесплатными, провайдеры, способные предоставлять услуги VoIP, получили возможность открыть новый рынок — услуг VoIP. Телефоны GSM с интегрированной поддержкой возможностей Wi-Fi и VoIP начали выводиться на рынок и потенциально они могут заменить проводные телефоны.
В настоящий момент непосредственное сравнение Wi-Fi и сотовых сетей необоснованно. Телефоны, использующие только Wi-Fi, имеют весьма ограниченный радиус действия, поэтому развёртывание таких сетей обходится очень дорого. Тем не менее, развёртывание таких сетей может быть наилучшим решением для локального использования, например, в корпоративных сетях. Однако устройства, поддерживающие несколько стандартов, могут занять значительную долю рынка.
Стоит заметить, что при наличии в данном конкретном месте покрытия как GSM, так и Wi-Fi, экономически намного более выгодно использовать Wi-Fi, разговаривая посредством сервисов интернет-телефонии. Например, клиент Skype давно существует в версиях как для смартфонов, так и для КПК.

### Международные проекты
Другая бизнес-модель состоит в соединении уже имеющихся сетей в новые. Идея состоит в том, что пользователи будут разделять свой
частотный диапазон через персональные беспроводные маршрутизаторы, комплектующиеся специальным ПО. Например
FON — испанская компания, созданная в ноябре 2005 года. Сейчас сообщество объединяет более 2 000 000 пользователей в Европе, Азии и Америке и быстро развивается.
Пользователи делятся на три категории:
- linus — выделяющие бесплатный доступ в Интернет,
- bills — продающие свой частотный диапазон,
- aliens — использующие доступ через bills.

Таким образом, система аналогична пиринговым сервисам. Несмотря на то, что FON получает финансовую поддержку от таких компаний, как Google и Skype, лишь со временем будет ясно, будет ли эта идея действительно работать.
Сейчас у этого сервиса есть три основные проблемы. Первая заключается в том, что для перехода проекта из начальной стадии в основную требуется больше внимания со стороны общественности и СМИ. Нужно также учитывать тот факт, что предоставление доступа к вашему интернет-каналу другим лицам может быть ограничено вашим договором с интернет-провайдером. Поэтому интернет-провайдеры будут пытаться защитить свои интересы. Так же, скорее всего, поступят звукозаписывающие компании, выступающие против свободного распространения MP3.
В России основное количество точек доступа сообщества FON расположено в московском регионе.
Израильская компания WeFi создала общую сеть социальной направленности с возможностью поиска сетей Wi-Fi и общения между пользователями. Программа и система в целом были созданы под руководством Йосси Варди (Yossi Vardi), одного из создателей компании Mirabilis, и протокола ICQ.

### Wi-Fi в игровой индустрии
- Совместим с игровыми консолями и КПК и позволяет вести сетевую игру через любую точку доступа или в режиме точка-точка.
- Все игровые консоли седьмого поколения имеют поддержку стандартов Wi-Fi IEEE 802.11g.

## Некоммерческое использование Wi-Fi
Пока коммерческие сервисы пытаются использовать существующие бизнес-модели для Wi-Fi, многие группы, сообщества, города и частные лица строят свободные сети Wi-Fi, часто используя общее пиринговое соглашение для того, чтобы сети могли свободно взаимодействовать друг с другом.
Многие муниципалитеты объединяются с локальными сообществами, чтобы расширить свободные Wi-Fi-сети. Некоторые группы строят свои Wi-Fi-сети, полностью основанные на добровольной помощи и пожертвованиях.
Для получения более подробной информации смотрите раздел совместные беспроводные сети, где можно также найти список свободных сетей Wi-Fi, расположенных по всему миру (см. также Бесплатные точки доступа Wi-Fi в Москве).

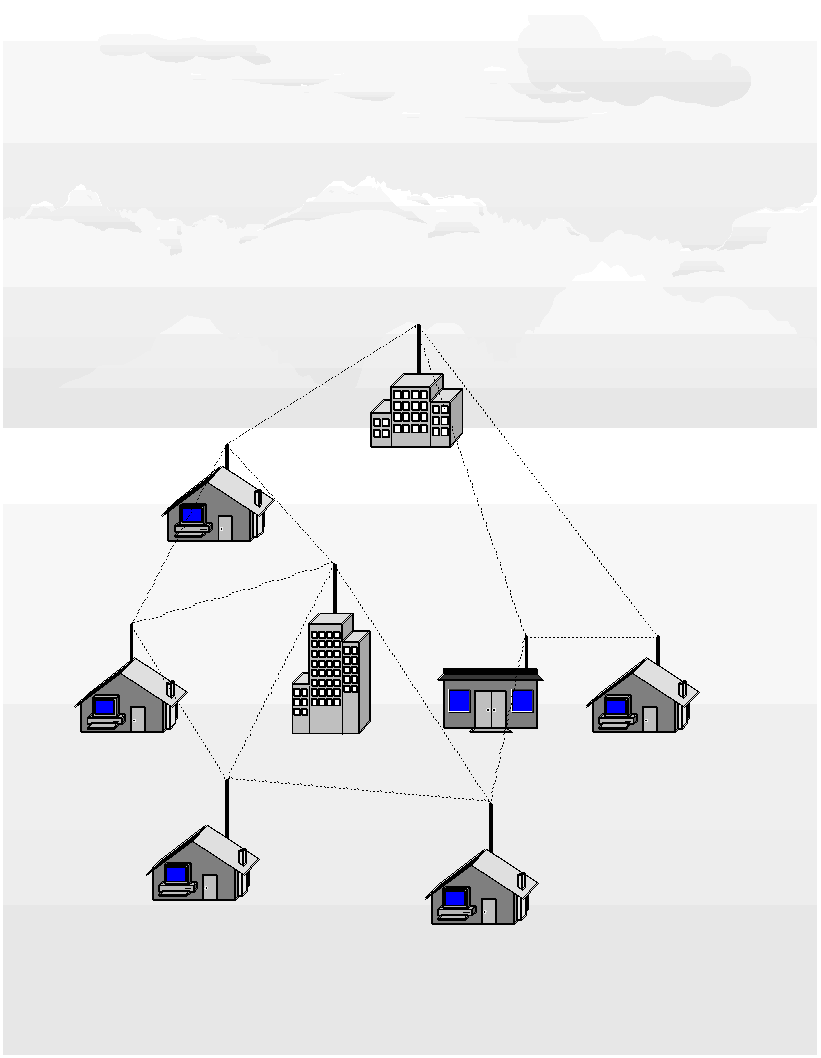
Схема создания ячеистой сети (mesh-network) с использованием оборудования Wi-Fi

OLSR — один из протоколов, используемых для создания свободных сетей. Некоторые сети используют статическую маршрутизацию, другие полностью полагаются на OSPF. В Израиле разрабатывается протокол WiPeer для создания бесплатных P2P-сетей на основе Wi-Fi.
В Wireless Leiden разработали собственное программное обеспечение для маршрутизации под названием LVrouteD для объединения Wi-Fi-сетей, построенных на полностью беспроводной основе. Бо́льшая часть сетей построена на основе ПО с открытым кодом или публикует свою схему под открытой лицензией (превращает любой ноутбук с установленным Wi-Fi-модулем в открытый узел Wi-Fi-сети). Также следует обратить внимание на netsukuku — разработка всемирной бесплатной mesh-сети.
Некоторые небольшие страны и муниципалитеты уже обеспечивают свободный доступ к хот-спотам Wi-Fi и доступ к Интернету через Wi-Fi по месту жительства для всех. Например, Королевство Тонга и Эстония, которые имеют большое количество свободных хот-спотов Wi-Fi по всей территории страны. В Париже OzoneParis предоставляет свободный доступ в Интернет неограниченно всем, кто способствует развитию Pervasive Network, предоставляя крышу своего дома для монтажа оборудования Wi-Fi. Unwire Jerusalem — это проект установки свободных точек доступа Wi-Fi в крупных торговых центрах Иерусалима. Многие университеты обеспечивают свободный доступ к Интернету через Wi-Fi для своих студентов, посетителей и всех, кто находится на территории университета.
Некоторые коммерческие организации, такие как Panera Bread, предоставляют свободный доступ к Wi-Fi постоянным клиентам. Заведения McDonald’s Corporation тоже предоставляют доступ к Wi-Fi под брендом McInternet. Этот сервис был запущен в ресторане в Оук-Брук, Иллинойс; он также доступен во многих ресторанах в Лондоне, Москве.
Тем не менее, есть и третья подкатегория сетей, созданных сообществами и организациями, такими как университеты, где свободный доступ предоставляется членам сообщества, а тем, кто в него не входит, доступ предоставляется на платной основе. Пример такого сервиса — сеть Sparknet в Финляндии. Sparknet также поддерживает OpenSparknet — проект, в котором люди могут делать свои собственные точки доступа частью сети Sparknet, получая от этого определённую выгоду.
В последнее время коммерческие Wi-Fi-провайдеры строят свободные хот-споты Wi-Fi и хот-зоны. Они считают, что свободный Wi-Fi-доступ привлечёт новых клиентов и инвестиции вернутся.

## Бесплатный доступ к Интернету через Wi-Fi
Независимо от исходных целей (привлечение клиентов, создание дополнительного удобства или чистый альтруизм), во всём мире и в России в том числе растёт количество бесплатных хот-спотов, где можно получить доступ к наиболее популярной глобальной сети (Интернет) совершенно бесплатно. Это могут быть и крупные транспортные узлы (такие хот-спот зоны, например, уже находятся на станциях метро в различных городах мира, таких как Лондон, Париж, Нью-Йорк, Токио, Сеул, Сингапур, Гонконг. В Москве хот-споты расположены непосредственно в вагонах метро и прочих видах общественного транспорта), где подключиться можно самостоятельно в автоматическом режиме, и места общественного питания, где для подключения необходимо попросить карточку доступа с паролем у персонала, и даже просто территории городского ландшафта, являющиеся местом постоянного скопления людей.
Стандартами Wi-Fi не предусмотрено шифрования передаваемых данных в открытых сетях. Это значит, что все данные, которые передаются по открытому беспроводному соединению, могут быть прослушаны злоумышленниками при помощи программ-снифферов. К таким данным могут относиться пары логин/пароль, номера банковских счетов, пластиковых карт, конфиденциальная переписка. Поэтому при использовании бесплатных хот-спотов не следует передавать в Интернет подобные данные.
Первые хот-зоны в Московском метрополитене, охватывающие поезда Кольцевой линии, были запущены совместно с оператором сотовой связи «МТС» 23 марта 2012 года. Первые месяцы интернет работал в тестовом режиме со скоростью 7,2 Мбит/с. В 2013 году Московский метрополитен провёл конкурс при поддержке Правительства Москвы на установку соединения Wi-Fi на всех станциях метрополитена. Конкурс выиграла компания ЗАО «Максима Телеком» и вложила в создание беспроводной сети в метрополитене 1,8 млрд рублей. Эта Wi-Fi-сеть называется MT_Free. Ежедневно этой сетью пользуется 1,2 млн человек. В начале 2015 года к сети Wi-Fi в метро подключилось более 55 млн уникальных пользователей. Поезда Московского метрополитена, в отличие от других стран мира, где точки доступа в интернет находятся только на станциях или в туннелях, оснащены индивидуальным Wi-Fi-роутером. В 2015 году Wi-Fi стал появляться не только в вагонах электропоездов, но и на эскалаторах, переходах и в вестибюлях станций метро. В 2015 году хот-зоны с длительностью сессии интернет-соединения в 25 минут появились на более чем 100 остановках общественного транспорта в Москве. Сеть подключения называется Mosgortrans_Free. Скорость интернет-соединения составляет 10 Мбит/с. За 2015 год на остановках вышло в сеть более 70 тысяч уникальных пользователей. После принятия ФЗ-№ 97 от 5 мая 2014 года для подключения к Wi-Fi на остановках общественного транспорта или в метрополитене нужно пройти идентификацию с помощью портала Госуслуги или SMS. На конец 2015 года было оборудовано беспроводным интернетом ещё 300 остановок.

## Wi-Fi и ПО
- ОС семейства BSD (FreeBSD, NetBSD, OpenBSD) могут работать с большинством адаптеров, начиная с 1998 года. Драйверы для чипов Atheros, Prism, Harris/Intersil и Aironet (от соответствующих производителей устройств Wi-Fi) обычно входят в ОС BSD начиная с версии 3. В OpenBSD 3.7 было включено больше драйверов для беспроводных чипов, включая RealTek RTL8180L, Ralink RT25x0, Atmel AT76C50x, и Intel 2100 и 2200BG/2225BG/2915ABG. Благодаря этому частично удалось решить проблему нехватки открытых драйверов беспроводных чипов для OpenBSD. Возможно, некоторые драйверы, реализованные для других BSD-систем, могут быть перенесены, если они ещё не были созданы. NDISulator позволяет FreeBSD-системам, работающим на компьютерах с архитектурой Intel x86, «оборачивать» драйвера производителя для Microsoft Windows для прямого использования.
- OS X (прежнее название — Mac OS X). Адаптеры производства Apple поддерживались с системы Mac OS 9, выпущенной в 1999 году. С 2006 года все настольные компьютеры и ноутбуки Apple Inc. (а также появившиеся позднее телефоны iPhone, плееры iPod Touch и планшетные компьютеры iPad) штатно оснащаются адаптерами Wi-Fi, сеть Wi-Fi в настоящее время является основным решением Apple для передачи данных, и полностью поддерживается OS X. Возможен режим работы адаптера компьютера в качестве точки доступа, что позволяет при необходимости связывать компьютеры Macintosh в беспроводные сети в отсутствие инфраструктуры. Darwin и OS X, несмотря на частичное совпадение с BSD, имеют свою собственную, уникальную реализацию Wi-Fi.
- Linux: Начиная с версии 2.6, поддержка некоторых устройств Wi-Fi появилась непосредственно в ядре Linux. Поддержка для чипов Orinoco, Prism, Aironet, Atmel, Ralink включена в основную ветвь ядра, чипы ADMtek и Realtek RTL8180L поддерживаются как закрытыми драйверами производителей, так и открытыми, написанными сообществом. Intel Calexico поддерживаются открытыми драйверами, доступными на SourceForge.net. Atheros поддерживается через открытые проекты. Поддержка других беспроводных устройств доступна при использовании открытого драйвера NDISwrapper, который позволяет Linux-системам, работающим на компьютерах с архитектурой Intel x86, «оборачивать» драйвера производителя для Microsoft Windows для прямого использования. Известна по крайней мере одна коммерческая реализация этой идеи. FSF создало список рекомендуемых адаптеров, более подробную информацию можно найти на сайте Linux wireless.
- Существует довольно большое количество Linux-based-прошивок для беспроводных роутеров, распространяемых под лицензией GNU GPL. К ним относятся OpenWRT, DD-WRT, X-WRT, FreeWRT, так называемая «прошивка от Олега», и т. д. Как правило, они поддерживают гораздо больше функций, чем оригинальные прошивки. Необходимые сервисы легко добавляются путём установки соответствующих пакетов. Список поддерживаемого оборудования постоянно растёт[33].

- В ОС семейства Microsoft Windows поддержка Wi-Fi обеспечивается, в зависимости от версии, либо посредством драйверов, качество которых зависит от поставщика, либо средствами самой Windows.
  - Ранние версии Windows, такие как Windows 2000 и младше, не содержат встроенных средств для настройки и управления, и тут ситуация зависит от поставщика оборудования.
  - Microsoft Windows XP поддерживает настройку беспроводных устройств. И хотя первоначальная версия включала довольно слабую поддержку, она значительно улучшилась с выходом Service Pack 2, а с выходом Service Pack 3 была добавлена поддержка WPA2.
  - Microsoft Windows Vista содержит улучшенную по сравнению с Windows XP поддержку Wi-Fi.
  - Microsoft Windows 7 поддерживает все современные на момент её выхода беспроводные устройства и протоколы шифрования. Помимо прочего, в Windows 7 появилась возможность создавать виртуальные адаптеры Wi-Fi, что теоретически позволило бы подключаться не к одной Wi-Fi-сети, а к нескольким сразу. На практике в Windows 7 поддерживается создание только одного виртуального адаптера, при условии написания специальных драйверов[34]. Это может быть полезно при использовании компьютера в локальной Wi-Fi-сети и, одновременно, в Wi-Fi-сети, подключённой к интернету.

## Несколько точек доступа
Увеличение количества точек доступа Wi-Fi обеспечивает избыточность сети, лучший диапазон, поддержку быстрого роуминга и увеличение общей пропускной способности сети за счёт использования большего количества каналов или путём определения меньших ячеек. За исключением наименьших реализаций (таких как домашние или небольшие офисные сети), реализации Wi-Fi перешли к «тонким» точкам доступа, причём большая часть сетевого интеллекта размещается в централизованном сетевом устройстве, отбрасывая отдельные точки доступа на роль «тупых» приёмопередатчиков. Наружные приложения могут использовать сетчатые топологии. Когда развёртывается несколько точек доступа, они часто настраиваются с тем же SSID и параметрами безопасности, чтобы сформировать «расширенный набор сервисов». Клиентские устройства Wi-Fi обычно подключаются к точке доступа, которая может обеспечить самый сильный сигнал в этом наборе сервисов.

## Разрешённые частоты
Разрешённые частоты для использования Wi-Fi оборудованием различаются в разных странах.
В США диапазон 2,5 ГГц разрешается использовать без лицензии при условии, что мощность не превышает определённой величины, и такое использование не создаёт помех тем, кто имеет лицензию.

### Россия
Для оборудования сетей беспроводной передачи данных в закрытых помещения с использованием устройств малого радиуса действия можно использовать диапазоны 2,4 ГГц (2400—2483,5 МГц, каналы 1—13), 5 ГГц (5150—5350 и 5650—5850 МГц, каналы 32—68 и 132—169), 6 ГГц (5925-6425 МГц, каналы 1—93), а также 60 ГГц (57—66 ГГц, каналы 1—25).
Согласно «Правилам применения оборудования радиодоступа для беспроводной передачи данных в диапазоне от 30 МГц до 66 ГГц» и «Правилам регистрации радиоэлектронных средств и высокочастотных устройств»,
использование беспроводной сети Wi-Fi для организации фиксированного беспроводного доступа к данным в закрытых помещениях и на воздушных судах возможно без оформления индивидуальных разрешений ГКРЧ на использование частот и без регистрации радиоэлектронных средств в Роскомнадзоре при использовании передатчиков мощностью до 100 мВт (20 дБм) в полосах 2400—2483,5 МГц (стандарты IEEE 802.11/b/g/n/ax/be) и мощностью до 200 мВт (23 дБм) в полосах 5150—5350 МГц и 5650—6425 МГц (стандарты 802.11a/n/ac/ax/be)
с шириной канала до 160 МГц и спектральной плотностью до 10 мВт/МГц, а также диапазона 57—66 ГГц (стандарты IEEE 802.11ad/ay WiGig) при мощности передатчика до 10 Вт (40 дБм) и ширине канала 2160 МГц.
Правила использования были приняты в 2010 году, тогда же было одобрено использование диапазона 6 ГГц на основе индивидуальных разрешений, в дополнение к нелицензируемым диапазонам 2,4 и 5 ГГц,
в 2015—2016 годах в этих диапазонах было одобрено использование технологий 802.11ac и 802.11ad,
в июле 2020 года — технологии 802.11ax.
В 2022 году было разрешено нелицензируемое использование диапазона 6 ГГц (Wi-Fi 6E, диапазон U-NII-5),
но изменения в список оборудования, не требующего регистрации, были внесены только в июле 2024 года и вступили в силу с марта 2025 года.
Для внеофисного использования беспроводной сети Wi-Fi (например, организации радиоканала между двумя соседними домами), а также для использования в закрытых помещениях части диапазона 5 ГГц (5470—5650 и 5850—5990 МГц, каналы 96—128 и 171—196) необходимо проведение экспертизы об электромагнитной совместимости (ЭМС) оборудования с действующими и планируемыми радиосетями и получение разрешения на использование частот в Роскомнадзоре.
За нарушение правил использования радиоэлектронных средств предусматривается ответственность по статьям 13.3 и 13.4 Кодекса Российской Федерации об административных правонарушениях (КоАП РФ). Так, в июле 2006 года несколько компаний в Ростове-на-Дону были оштрафованы за эксплуатацию открытых сетей Wi-Fi (хот-спотов), Россвязьохранкультуры опубликовала обзор прессы, разъясняющий правила регистрации радиоэлектронных средств, использующих протокол Wi-Fi.

### Украина
Согласно законодательству Украины использование Wi-Fi без разрешения Украинского государственного центра радиочастот (укр. Український державний центр радіочастот) возможно лишь в случае использования точки доступа со стандартной всенаправленной антенной (<6 дБ, мощность сигнала ≤ 100 мВт на 2,4 ГГц и ≤ 200 мВт на 5 ГГц) для внутренних (использование внутри помещения) потребностей организации (Решение Национальной комиссии по регулированию связи Украины № 914 от 2007.09.06) В случае использования внешней антенны необходимо регистрировать передатчик и получить разрешение на эксплуатацию радиоэлектронного средства от ДП УДЦР. Кроме того, для деятельности по предоставлению телекоммуникационных услуг с применением WiFi необходимо получить лицензию от Национальной комиссии по государственному регулированию в сфере связи и информатизации (НКРЗІ).

### Беларусь
В Беларуси действует специализированная Государственная комиссия по радиочастотам (ГКРЧ) (бел. Дзяржаўная камісія па радыёчастотах (ДзКРЧ)). На основе Постановления Министерства связи и информатизации Республики Беларусь от 14 июня 2013 года № 7 «Об установлении перечня радиоэлектронных средств и (или) высокочастотных устройств, не подлежащих регистрации» (рус.) оборудование Wi-Fi не требует регистрации, при условии, что их параметры удовлетворяют следующим требованиям:
- Абонентские станции широкополосного беспроводного доступа, использующие полосы радиочастот 2400—2483,5 МГц, 2500—2700 МГц, 5150—5875 МГц и не использующие внешние антенны (антенны, устанавливаемые вне зданий и сооружений).
- Абонентские станции широкополосного беспроводного доступа сети электросвязи общего пользования, использующие полосы радиочастот 3400—3800 МГц, 5470—5875 МГц[60].

## Безопасность
В 2011 году были опубликованы результаты эксперимента по изучению влияния Wi-Fi на качество спермы. Целью эксперимента была проверка возможного влияния ноутбука, размещённого на коленях мужчины, на его репродуктивную систему, однако дизайн исследования и его результаты не позволяют сделать никаких выводов о вреде Wi-Fi.
Ранее утверждалось, что Wi-Fi не наносит вреда здоровью человека, так, один из английских профессоров из университета Ноттингема (Nottingham University) считал достаточными следующие меры предосторожности при работе с Wi-Fi:

«Некоторые люди, правда, держат ноутбук на коленях, и, на мой взгляд, мы должны напоминать детям о том, что когда они долго работают в сети (Wi-Fi), они должны класть ноутбук на стол, а не держать его на коленях».— Лори Челлис (Lawrie Challis).